# マルコム・サージェント

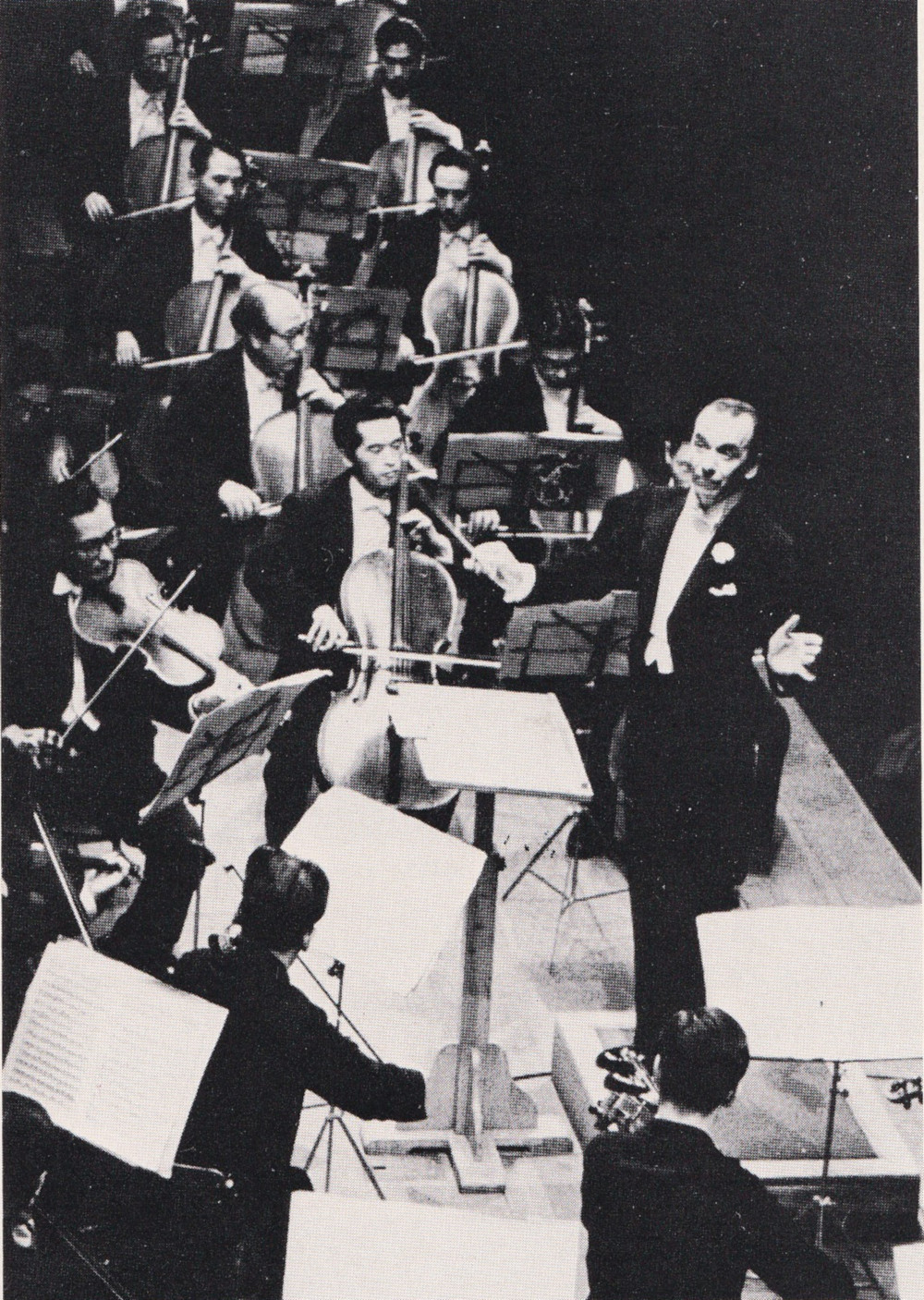
日比谷公会堂25周年記念演奏会でNHK交響楽団を指揮
（1954年10月19日）

サー・ハロルド・マルコム・ワッツ・サージェント（Sir Harold Malcolm Watts Sargent, 1895年4月29日 - 1967年10月3日）は、イギリスの指揮者、オルガニスト、作曲家。

## 生涯
ケント州アシュフォード出身。初めはオルガニストだったが、1921年、ヘンリー・ウッドの招請によりクイーンズホール管弦楽団の指揮台に立ち、自作の管弦楽曲「強い嵐の日の印象」（Impression on a Windy Day）作品9を振った指揮者デビューは大成功に終わり、以後指揮者としてロンドンを中心にキャリアを重ねる。
1928年にはロイヤル・コーラル・ソサエティの合唱指揮者に就任、死に至るまでこのポストに留まる。1931年、ウォルトンの『ベルシャザールの饗宴』（Belshazzar's Feast）の初演を指揮している。翌1932年、ロンドン・フィルハーモニー管弦楽団が創設されるとその客演指揮者の中心を占め、1942年から6年間にわたってリヴァプール・フィルハーモニー管弦楽団（現ロイヤル・リヴァプール・フィルハーモニー管弦楽団）の常任指揮者を務めた。この間、1947年にはナイトの称号が授与されている。
1950年から1957年までBBC交響楽団の常任を務めた他、BBCプロムスの常連指揮者として出演が続く。レパートリーは幅広かったが、中庸で品の良い音楽性はシベリウスやイギリス音楽で特に高い評価を受けた。ベンジャミン・ブリテンとは親しく、『青少年のための管弦楽入門』の初演指揮では解説者も兼ねている。
1967年10月3日、膵臓癌のため72歳で死去した。

## エピソード
サージェントの絶筆は、エルガーのチェロ協奏曲のLP盤ジャケットに書かれたチャールズ3世（当時皇太子、サージェントの晩年に交流があった）への献辞と言われている。
また、ビートルズのレコーディングに表敬訪問したことがある。プロデューサーのジョージ・マーティンがビートルズの面々に紹介すると、サージェントは上流階級風の口ぶりで「ハロー!」と挨拶し、面々も上流階級風の口ぶりで「ハロー!」と返した。ポール・マッカートニーはこの逸話に関して「僕らは手を振って、失礼な態度をとったんだ。『やあ、マル、調子はどう?』なんてね。でも本当はすごく嬉しかったよ。彼は怒らずにニヤリと笑ったんだ。いい奴だと思った。」と語っている。